# 1332 Marconia
1332 Marconia (1934 AA) là một tiểu hành tinh vành đai chính được phát hiện ngày 9 tháng 1 năm 1934 bởi L. Volta ở Pino Torinese.